# Cyclophora cingulata
Cyclophora cingulata là một loài bướm đêm trong họ Geometridae.